# Clube 1.º de Maio de Quelimane
O Clube 1.º de Maio de Quelimane é uma agremiação clube de futebol moçambicana, baseada na cidade de Quelimane. Na época de 2022 participou no Campeonato Provincial da Zambézia (o Zambezebol), tendo-se classificado em 7º lugar.
É um dos clubes de futebol mais novos do país, fundado em 2009. O seu estádio, o 1.º de Maio, possui capacidade para 8 mil espectadores e tem, como cores oficiais, o amarelo e o azul. Na sua primeira participação na primeira divisão moçambicana, em 2015, caiu para as divisões regionais, apenas 1 ponto atrás do Desportivo de Maputo. Ironicamente, a décima-segunda posição foi a melhor da equipe, nunca ficando acima desta. Em 2016 e 2017, ficou em 13º lugar, evitando um novo rebaixamento aos grupos regionais, ficando 2 e 4 pontos acima dos primeiros rebaixados, respectivamente o Estrela Vermelha da Beira e o Chingale de Tete.

## Performances no Moçambola
- 2015: 12º lugar (29 pontos; 6 vitórias, 11 empates e 9 derrotas, com 17 golos marcados e 26 sofridos - rebaixado aos grupos regionais)
- 2016: 13º lugar (32 pontos; 7 vitórias, 11 empates e 12 derrotas, com 28 golos marcados e 36 sofridos)
- 2017: 13º lugar (34 pontos; 8 vitórias, 10 empates e 12 derrotas, com 30 golos marcados e 44 sofridos)